# Liste des maires de La Flèche
La liste des maires de La Flèche présente la liste des maires de la commune française de La Flèche, située dans le département de la Sarthe en région Pays de la Loire.

## Liste des maires

### Sous l'Ancien Régime
| Période                                  | Période | Identité                             | Étiquette | Qualité                                                |
| ---------------------------------------- | ------- | ------------------------------------ | --------- | ------------------------------------------------------ |
| Les données manquantes sont à compléter. |         |                                      |           |                                                        |
| 1615                                     | 1620?   | Jacques Denyau                       |           | Magistrat                                              |
| 1620?                                    |         | Charles Davoust de la Masselière     |           | Président en l'élection                                |
| 1630?                                    |         | Pierre Jouye des Roches              |           | Président au présidial                                 |
| 1649                                     |         | Alexandre Pihery de la Touche        |           | ?                                                      |
| 1663                                     |         | Guy Odiau des Piltières              |           | Avocat                                                 |
| 1671                                     | 1679    | François Bertereau de Saint-Mars     |           | Magistrat                                              |
| 1679                                     | 1687    | Jacques Aumont                       |           | Avocat                                                 |
| 1687                                     | 1690    | Gabriel Le Gaigneur de la Morinais   |           | Président de l'élection et du grenier à sel            |
| 1690                                     | 1694    | Philibert Doysseau des Noes Blanches |           | Magistrat                                              |
| 1694                                     | 1712    | Sébastien Davoust de la Masselière   |           | Magistrat                                              |
| 1712                                     | 1721    | Louis Huger de la Morlière           |           | Avocat au présidial                                    |
| 1721                                     | 1724    | Pierre René Sireuil de Montaudin     |           | Magistrat                                              |
| 1724                                     | 1727    | Louis Huger de la Morlière           |           | Avocat au présidial                                    |
| 1727                                     | 1732    | Alexis Fontaine de la Chevirais      |           | Procureur de l'élection                                |
| 1732                                     | 1733    | Pierre Auvé de Poligny               |           | Avocat                                                 |
| 1733                                     | 1735    | Urbain Belin des Roches              |           | Magistrat                                              |
| 1735                                     | 1745    | François-Michel de la Rüe du Can     |           | Conseiller du Roi, juge-magistrat au présidial         |
| 1745                                     | 1747    | Pierre Le Tessier des Fourneaux      |           | Avocat                                                 |
| 1747                                     | 1748    | François Julien Poulain de Parnay    |           | Magistrat                                              |
| 1748                                     | 1754    | Joseph-René Galloys de la Racinais   |           |                                                        |
| 1754                                     | 1757    | François Julien Poulain de Parnay    |           | Magistrat                                              |
| 1757                                     | 1760    | Jean-Charles Desbois de Rochefort    |           | Assesseur civil au présidial                           |
| 1760                                     | 1762    | François-Xavier Fontaine de Biré     |           | Écuyer, conseiller du Roi, juge-magistrat au présidial |
| 1762                                     | 1763    | Jacques Duvivier de la Roulinière    |           | Avocat                                                 |
| 1763                                     | 1772    | Louis Couallier des Huberdières      |           | Avocat                                                 |
| 1772                                     | 1791    | Pierre de la Rüe du Can              |           | Receveur des tailles                                   |

### Entre 1791 et 1945
| Période | Période | Identité                                    | Étiquette | Qualité                                                                                |
| ------- | ------- | ------------------------------------------- | --------- | -------------------------------------------------------------------------------------- |
| 1791    | 1794    | Louis-Gabriel Pihéry de l'Orme              |           | Propriétaire                                                                           |
| 1794    | 1794    | Joseph Denis Panneau                        |           | Cordonnier                                                                             |
| 1794    | 1796    | François-Louis Rigault de Beauvais          |           | Lieutenant-général de police                                                           |
| 1976    | 1797    | Pierre de la Rüe du Can                     |           |                                                                                        |
| 1797    | 1799    | Louis-Ignace de La Fosse                    |           | Imprimeur                                                                              |
| 1799    | 1800    | Pierre-François Joubert du Breuil           |           | Procureur                                                                              |
| 1800    | 1801    | Pierre de la Rüe du Can                     |           |                                                                                        |
| 1801    | 1803    | René-Louis Rocher-Desperrés                 |           | Avocat                                                                                 |
| 1803    | 1808    | Charles-Auguste de Ravenel                  |           | Capitaine d'infanterie, propriétaire                                                   |
| 1808    | 1814    | Alexandre Roullet de la Bouillerie          |           | Écuyer, officier, sous-préfet de La Flèche de 1814 à 1830, sauf pendant les Cent-Jours |
| 1814    | 1815    | Julien-Joseph Frin de Saint-Germain         |           | Banquier                                                                               |
| 1815    | 1815    | Jean-Baptiste Lepron                        |           | Receveur d'impôts                                                                      |
| 1815    | 1816    | Louis-Jérôme Auvé d'Aubigny                 |           | ?                                                                                      |
| 1816    | 1818    | François Lefebvre-Dubreuil                  |           | Propriétaire                                                                           |
| 1818    | 1826    | Philippe Grollier                           |           | Négociant                                                                              |
| 1826    | 1829    | Antoine Nicolas Frizon de La Motte de Règes |           | Officier, chevalier de l'ordre de Saint-Louis                                          |
| 1829    | 1830    | Pierre François Joseph de Saint-Hillier     |           | Officier, chevalier de l'ordre de Saint-Louis et de la Légion d'Honneur                |
| 1830    | 1836    | Jean-Baptiste Bertrand-Geslin               |           | Militaire, Officier de la légion d'honneur, maire de Nantes (1805-1813 et 1815)        |
| 1837    | 1839    | Pierre Bertrand-Toutain                     |           | Entrepreneur, Conseiller général                                                       |
| 1839    | 1852    | Philippe-Louis Grollier                     |           | Négociant                                                                              |
| 1852    | 1861    | François-Théodore Latouche                  |           | Conseiller général                                                                     |
| 1861    | 1874    | Philippe-Louis Grollier                     |           | Négociant, président du Conseil général de la Sarthe (1871-1874)                       |
| 1874    | 1878    | Louis-Jules de Lamandé                      |           | Seigneur du Doussay                                                                    |
| 1878    | 1878    | Emile-Alexandre Durand                      |           | Enseignant                                                                             |
| 1878    | 1879    | Alphonse Louis Huet                         |           | Avoué                                                                                  |
| 1879    | 1883    | Alexandre Martin                            |           | Notaire                                                                                |
| 1883    | 1888    | Louis-Jules de Lamandé                      |           | Seigneur du Doussay                                                                    |
| 1888    | 1894    | Pierre Roimarmier                           |           | Officier                                                                               |
| 1894    | 1905    | Charles-Félix Mauvais                       |           | Médecin                                                                                |
| 1905    | 1911    | Léon Gaudineau                              |           | Docteur en droit, directeur d'une papeterie                                            |
| 1911    | 1912    | Charles-Félix Mauvais                       |           | Médecin                                                                                |
| 1912    | 1920    | René Buquin                                 |           | Médecin, sénateur (1930-1936)                                                          |
| 1920    | 1925    | Marcel Vallet                               |           | Avoué                                                                                  |
| 1925    | 1944    | René Buquin                                 |           | Médecin, sénateur (1930-1936)                                                          |
| 1944    | 1945    | Jean Lhoste                                 |           | Médecin, membre de l'OCMJ, mort en déportation                                         |

### Depuis 1945
Depuis l'après-guerre, six maires se sont succédé à la tête de la commune.
| Période      | Période      | Identité                | Étiquette    | Qualité |
| ------------ | ------------ | ----------------------- | ------------ | --- |
| mai 1945     | octobre 1947 | Fernand Guillot         | SFIO         | Professeur de mathématiques au Prytanée Conseiller général de La Flèche (1945 → 1982)                                             |
| octobre 1947 | 20 mars 1959 | Jean de Montgascon      | MRP          | Exploitant forestier et agricole Sénateur de la Sarthe (1946 → 1948)                                                              |
| 20 mars 1959 | 24 mars 1977 | Fernand Guillot         | Soc.ind.     | Professeur de mathématiques au Prytanée Conseiller général de La Flèche (1945 → 1982)                                             |
| 24 mars 1977 | 24 mars 1989 | Jean Virlogeux          | DVG puis PSD | Professeur de géographie au Prytanée                                                                                              |
| 24 mars 1989 | 25 mai 2020  | Guy-Michel Chauveau,    | PS           | Enseignant Député de la Sarthe (3e circ.) (1981 → 1993, 1997 → 2002 et 2012 → 2017) Conseiller général de La Flèche (2008 → 2012) |
| 25 mai 2020  | En cours     | Nadine Grelet-Certenais | PS           | Éducatrice spécialisée Sénatrice de la Sarthe (2017 → 2020) Conseillère générale puis départementale de La Flèche (2012 → 2017)   |

## Pour approfondir